# Карино (Слободской район)

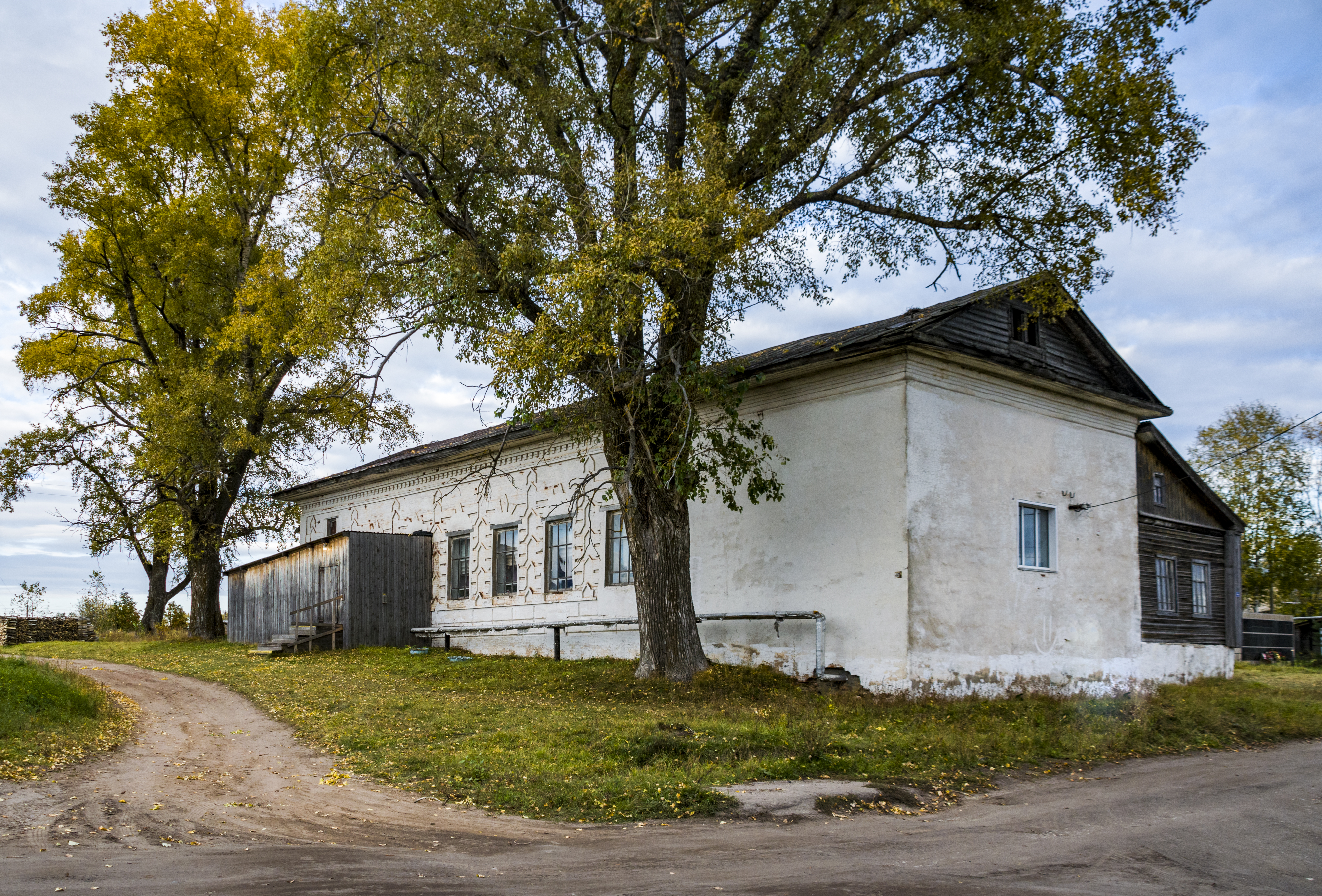
Вторая мечеть в с. Карино

Карино́ — село в Слободском районе Кировской области России. Является административным центром Каринского сельского поселения.

## География
Село расположено примерно в 14 км к юго-востоку от Слободского.

## История
В XV−XVI веках село являлось центром Каринского княжества, управлявшегося татарской династией Арских князей.
В XIX веке Карино называли группу деревень в Ярославской волости Слободского уезда, состоявшую из трёх частей: Верхнего,  Среднего и Нижнего Карина. Верхнее Карино состояло из деревень Деветьярово и Митюково. Среднее из деревень Арсланово, Касимово и Абашево. Нижнее Карино также носило название Ильясово.
В «Списке населенных мест по сведениям 1859—1873 годов», изданном в 1876 году, населённый пункт упомянут как казённые деревни Большепогоская (Карино верхнее),  Нижнепогоская (Карино среднее), Ильясовская Слободского уезда Вятской губернии (1-й стан). Располагались по правую сторону Вятско-Пермского почтового тракта, в 16 верстах от уездного города Слободской. В деревнях, в 375 дворах жили 3197 человек (1582 мужчины и 1615 женщин), были 5 мечетей.
В 1873 году в вошедших позднее в состав села Карино деревне Среднее Карино (Нижнепогостская) проживал 1571 человек, в деревне Ильясовская − 786 человек.
Формирование современного села Карино из Среднего Карино и Ильясово произошло в середине XX века.

## Население
Татар в деревнях Нухрата по переписи 1926 года жило 3323 человека. Это были татары, прямые потомки арских князей. Они составляли большинство в Арасланово (852 человека), в Касимово – 385, в Ильясово – 1077, в Девятьярово – 491. В «бесермянских» деревнях Митюково и Абашево татар жило 187 и 25, соответственно. Возникли и отдельные от Нухрата деревни с татарским населением: Шамарданово (в 2 км), – 238 человек; Кокирь (в 16 км), – 68 человек, Муслюм, Боронский и др. [2] 
Вторая группа населения Нухрата в 1926 г. — это были бесермены (бесермяне) — прямые потомки южных удмуртов. Во всех селениях Нухрата их в 1926 г. значилось 801 человек. В д. Абашево их жило около 400 человек, в д. Митюково – 340 человек [2]. Сейчас бесермены все влились в татарский этнос Нухрата. В последние десятилетия оба  этноса образовали единую Нухратскую этнографическую группу татарского народа. Сейчас в селе, кроме татар, стало много людей и других национальностей. 
В 2010 г. население Нухрата составляло 690 человек.

## Транспорт и связь
В 4 км к западу от села проходит Каринская узкоколейная железная дорога.

## Известные жители и уроженцы
- Шубай Арасланов — купец, оставивший отчёт («сказку») о своей поездке с торговым караваном в 1741—1742 гг. в Ташкент[7]
- Касимов, Эдуард Салихзянович — татарский писатель
- Афраим Сайфуллович Ситяков — физик, инженер-конструктор, астроном, эколог и педагог.
- Рустам Вилевич Касимов — чемпион мира по шахматам среди слепых и слабовидящих[8].
- Абашев, Рашид Залялютдинович — Заслуженный врач Российской Федерации
- Сибгатулла Валиевич Девятьяров — купец, миллионер, один из спонсоров строительства мечети в Вятке в 1906 году.
- Вильдан Нурмухаметович Долгоаршинных — чукотский художник и мастер по работе с моржовой костью.